# تعادل تابشی

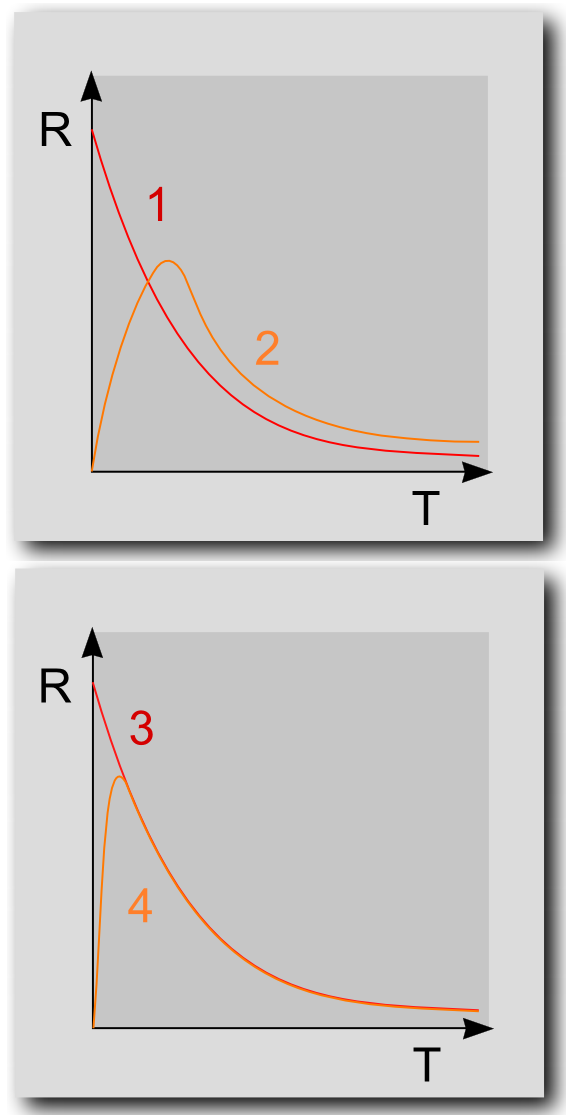
نمودار تعادل گذرا (بالا) و تعادل دائمی (پایین). ۱–نوکلید والد* در تعادل گذرا، ۲–نوکلید دختر** در تعادل گذرا، ۳–نوکلید والد در تعادل دائمی، ۴–نوکلید دختر در تعادل دائمی (این شکل رادیواکتیویته هسته‌های والد و دختر را به طور دقیق نشان نمی‌دهد. لذا شیب هستهٔ مماس بر منحنی رادیواکتیویته هستهٔ دختر، صفر می‌شود.) *و**؛ در فیزیک هسته‌ای و علوم مهندسی مرتبط، به هسته‌ یا نوکلید اولیه که هنوز دچار واپاشی نشده است، هسته مادر یا والد و به هسته یا نوکلیدی که پس از فرآیند واپاشی باقی می‌ماند، هسته دختر می‌گویند.

تعادل تابشی یکی از چندین ملزومات تعادل ترمودینامیکی است اما می‌توان تعادل تابشی داشت درحالی که تعادل ترمودینامیکی برقرار نیست. چندین گونه تعادل تابشی وجود دارد که خود آنها گونه ای از تعادل دینامیکی اند.

## تعریف
چندین تعریف برای تعادل تابشی ارائه شده‌است:

### تعریف پروو
یکی از نخستین کسانی که در این زمینه اظهار نظر کرده‌است، پی‌یر پروو در سال ۱۷۹۱ است. پروو گفته‌است که چیزی که امروزه گاز فوتون یا تابش الکترومغناطیس نامیده می‌شود در اصل یک سیال است، او نام «گرمای آزاد» را برای آن برگزید. پروو گفت که پرتوهای آزاد گرما، سیالی بسیار کمیاب است که پرتوهای آن مانند پرتوهای نور از میان یکدیگر می‌گذرند بدون آنکه آشفتگی قابل درکی در گذرگاه خود ایجاد کرده باشند. نظریهٔ پروو در داد و ستد بیان می‌دارد که هر جسمی، می‌تاباند و از جسم‌های دیگر به آن تابیده می‌شود. پرتوهایی که از هر جسم می‌آید بدون توجه به بود یا نبود دیگر اجسام است.
پروو در سال ۱۷۹۱ تعریف زیر را ارائه کرد:
تعادل مطلق گرمای آزاد، حالتی از این سیال در بخشی از فضا است که به اندازهٔ پرتویی که می‌فرستد پرتو دریافت می‌کند.